# Transitgas
Le Transitgas Pipeline, en français « gazoduc Transitgas », est un gazoduc reliant le marché gazier du nord-ouest de l'Europe avec l'Italie inauguré entre 1974 et 1994.

## Historique
Établi en 1971 le premier tronçon entre Wallbach et Ruswil en Suisse fut inauguré en 1974. En 2003, l'interconnexion avec le réseau Italien de Snam au col de Gries à la frontière italo-suisse dans les Alpes fut inaugurée puis en 2008 l'interconnexion avec la France (PEG Nord) grâce à un branchement de 55 km jusqu'à Rodersdorf/Oltingue et le réseau de GRTgaz.

## Caractéristique
Le gazoduc mesure 292,4 km et permet l'approvisionnement du marché italien avec du gaz en provenance des Pays-Bas et de la Norvège. L'achèvement de travaux permettant le transport de gaz en direction sud-nord est prévu pour 2018. Transitgas est connecté avec le gazoduc Trans Europa Naturgas (TENP).

## Propriétaire
Le gazoduc Transitgas est détenu à hauteur de 51 % par l'opérateur du réseau de gaz suisse Swissgas, FluxSwiss 46 % et EON 3%.